# بريندا لي إيغر
بريندا لي إيغر (بالإنجليزية: Brenda Lee Eager)‏ هي مغنية وكاتبة غنائية أمريكية، ولدت في 8 أغسطس 1947.

## وصلات خارجية
- الموقع الرسمي
- بريندا لي إيغر على موقع ميوزك برينز (الإنجليزية)
- بريندا لي إيغر على موقع أول ميوزيك (الإنجليزية)
- بريندا لي إيغر على موقع ديسكوغز (الإنجليزية)